# Carl Hårleman (gimnasta)
Carl Hårleman (Västerås, Västmanland, 23 de juny de 1886 – Halmstad, Halland, 20 d'agost de 1948) va ser un gimnasta i atleta suec que va competir a primers del segle xx.
El 1908 va prendre part en els Jocs Olímpics de Londres, on guanyà la medalla d'or en la prova del concurs complet per equips, com a membre de l'equip suec.
Quatre anys més tard va prendre part en els Jocs d'Estocolm, on disputà la prova del salt de perxa, quedant eliminat en la qualificació.
El 1917 es proclamà campió de Suècia de salt de perxa.